# Asakura

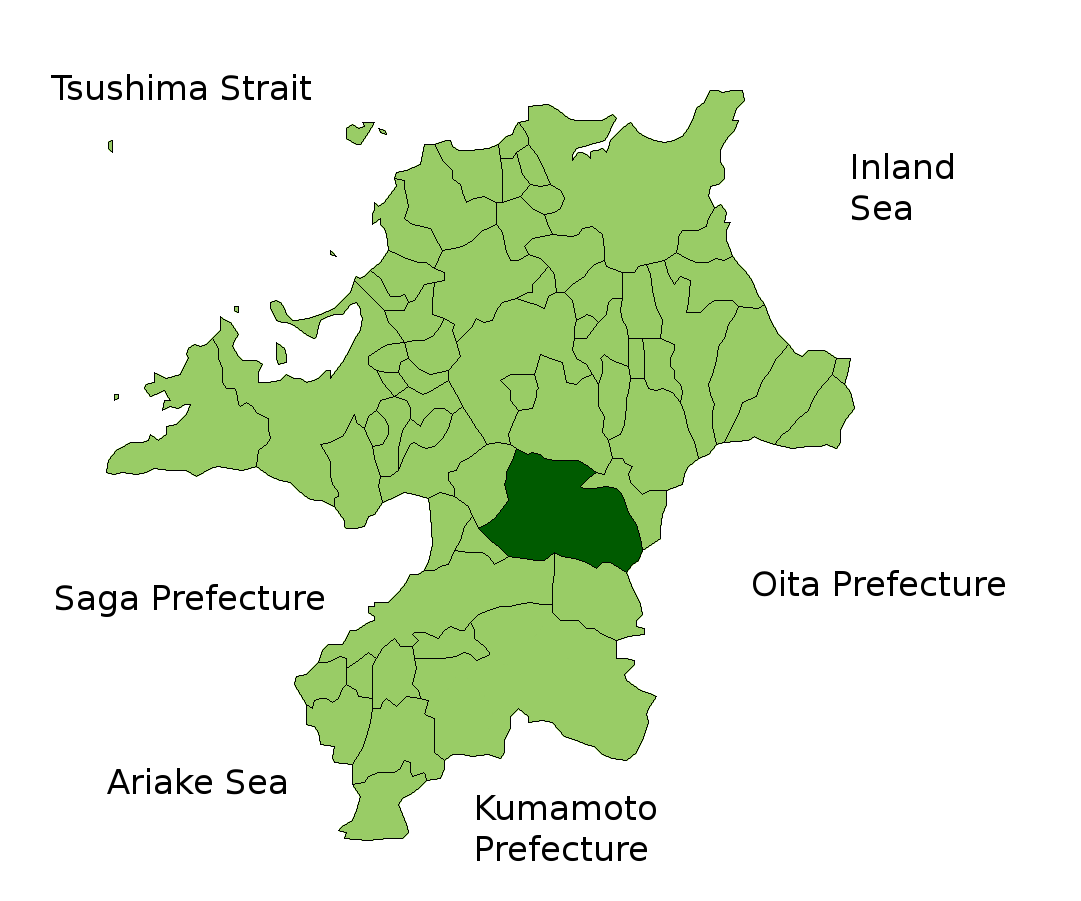

Asakura (朝倉市 Asakura-shi?) este un municipiu din Japonia, prefectura Fukuoka.